# Ronny Marcos
Ronny Marcos (* 1. října 1993) je mosambický profesionální fotbalista, který hraje na pozici levého obránce za německý klub Kickers Offenbach. Narodil se v Německu, ale hraje za mosambický národní tým.

## Klubová kariéra
Marcos začal svou seniorskou kariéru v týmu Hansa Rostock a za klub debutoval v srpnu 2012 jako náhradník za Alexandra Mendyho při výhře 4:1 nad SV Babelsberg 03 ve 3. Lize. V lednu 2014 podepsal smlouvu s Hamburger SV II.
Svůj bundesligový debut si odbyl v prvním týmu 29. listopadu 2014 v zápase proti FC Augsburg.
Dne 9. ledna 2016 přestoupil do Greuther Fürth.
Marcos přestoupil do Kickers Offenbach v červenci 2019.

## Reprezentační kariéra
Marcos se narodil v Německu rodičům mosambického původu. Svůj debut za mosambický národní tým si odbyl 14. června 2015 v kvalifikaci na Africký pohár národů 2017 proti Rwandě v Maputu.